# Spinicalliotropis
Spinicalliotropis is een geslacht van weekdieren uit de klasse van de Gastropoda (slakken).

## Soor
- Spinicalliotropis solariellaformis Vilvens, 2006
- Spinicalliotropis spinosa (Poppe, Tagaro & Dekker, 2006)